# اندیس سرب بزکمر
سرب بزکمر یک اندیس فلزی است که در حوالی شهر معلمان استان سمنان قرار دارد و مادهٔ معدنی موجود در آن، سرب است.  